# Знамя Труда (футбольный клуб)
«Зна́мя Труда́» — профессиональный российский футбольный клуб из Орехово-Зуево, Московская область. Является одним из старейших футбольных клубов страны. Основан в 1909 году под названием Клуб спорта «Орехово» (КСО) английскими рабочими Морозовской мануфактуры братьями Чарноками, из-за чего команда получила прозвище «морозовцы». Чемпион Москвы (1910, 1911, 1912, 1913).
Наивысшее достижение в советский период истории клуба — выход в финал кубка СССР 1962 года, где команда уступила донецкому «Шахтёру» со счётом 0:2. «Знамя Труда» — единственный клуб, выходивший в финал, который никогда не участвовал в высшем дивизионе.
В 2007 году клуб стартовал во втором дивизионе, зоне «Центр», а с 2011 по май 2018 года клуб выступал во втором дивизионе, зоне «Запад». В мае 2018 года клуб занял последнее 14-е место в первенстве группы «Запад», потеряв шансы на 13-е место после поражения от смоленского «ЦРФСО», и оказался на грани выбывания в любительский дивизион, однако продолжил выступления в ПФЛ. Ранее, в чемпионатах страны на уровне команд мастеров выступал в 1949, 1958—1970, 1975—2003 годах. В 2004—2006 годах играл в первенстве ЛФЛ.

## Прежние названия
- 1909—1935 — КСО (Клуб спорта «Орехово») «Морозовцы», ЦПКФК (Центральный пролетарский клуб физической культуры), «Орехово-Зуево», «Красное Орехово», «Красный Текстильщик»
- 1936—1937 — «Красное Знамя»
- 1938—1945 — «Звезда»
- 1946—1957 — «Красное Знамя»
- 1958—1991 — «Знамя Труда»
- 1992 — «Хитрые Лисы» (до 12-го тура), «Знамя Труда»
- 1993—1996 — «Орехово»
- 1997—2002 — «Спартак-Орехово»
- с 2003 — «Знамя Труда»

## История
Первый футбольный матч в Орехово-Зуево, согласно мнению исследователя Владимира Лизунова, состоялся в 1887 году. Эта дата основана на мемуарах директора морозовской фабрики Гарри Гарсфилда (Андрея Васильевича) Чарнока, который приглашал к работе в России иностранных специалистов, умеющих играть в футбол. В 1909 году по инициативе Ивана Морозова и Гарри Чарнока официально создается «Клуб спорта Орехово» и регистрируется его устав. До революции 1917 года в Орехове были созданы взрослая и детская футбольные лиги.
Наивысшим достижением орехово-зуевских футболистов стал выход в финал Кубка СССР в 1962 году.
В чемпионатах России орехово-зуевская команда дважды выходила в первую лигу / дивизион (в 1993 и 1999 годах), но ни разу не сумела там закрепиться более чем на один сезон. После сезона 2003 года команда лишилась статуса профессиональной.
27 мая 2004 года, во время поездки на матч чемпионата в город Щёлково, в автокатастрофе близ деревни Ожерелки, находясь в служебном автобусе команды ПАЗ, погибло 5 работников клуба (генеральный директор Дмитрий Смирнов, главный тренер Вадим Хныкин, начальник команды Борис Пашков, водитель автобуса Александр Мамонтов, и ветеран клуба, финалист Кубка СССР 1962 года Василий Чавкин) и 4 футболиста (Павел Сухов, капитан команды, Александр Тынянов, Роман Бусурин, Владимир Тутиков). Согласно материалам расследования, на 82-м км Горьковского шоссе автобус ПАЗ, перевозивший спортсменов и руководство команды, врезался в контейнеровоз. В 2006 году на стадионе состоялось открытие памятника и была установлена мемориальная доска, посвящённая памяти этой трагедии.
В 2007 году команда вновь стала выступать во втором дивизионе, зона «Центр». С сезона 2011/12 команда выступает в зоне «Запад».
В 2015 году команда под руководством Александра Аверьянова заняла последнее, 16-е место в зоне «Запад», но клуб решением ПФЛ был оставлен во втором дивизионе. В июне 2015 года на пост главного тренера вернулся Сергей Бондарь, а тренерский штаб пополнил Дмитрий Пинин, ранее выступавший за клуб. Аверьянов некоторое время оставался тренером-консультантом.
В 2025 было проведено слияние с клубом Композит, выступающим во Второй лиге и представляющем Павловский Посад, с сохранением названия «Знамя Труда» .

## Цвета клуба
| Красный | Белый |

Некоторые матчи команда проводит в бело-голубых цветах в честь команды «Блэкберн Роверс» из Блэкберна — родины братьев Чарнок. В форме «Блэкберна», привезённой Чарноками, команда проводила свои первые матчи в начале XX века.

## Достижения

### Национальные
Московская футбольная лига
- Победитель (4): 1910, 1911, 1912, 1913

Кубок СССР / Кубок России / Кубок РСФСР
- Финалист: 1962, 1980

Второй дивизион
- Победитель: 1998 (зона «Центр»)
- Серебряный призёр: 1992 (зона 3)

Третья лига (проф.)
- Победитель: 1996 (зона 4)

Третий дивизион (любит.)
- Победитель: 2006 (зона «Московская область», группа «А»)

## Статистика выступлений в первенстве СССР
| Сезон | Лига               | Зона               | М  | И  | В  | Н  | П  | РМ    | О  |
| ----- | ------------------ | ------------------ | -- | -- | -- | -- | -- | ----- | -- |
| 1946  | Третья группа      | Центр. РСФСР       | 6  | 18 | 8  | 0  | 10 | 54-42 | 16 |
| 1949  | Вторая группа      | IV зона РСФСР      | 3  | 26 | 13 | 9  | 4  | 45-21 | 35 |
| 1958  | Класс «Б» (D2)     | 2 зона             | 10 | 30 | 11 | 9  | 10 | 34‑51 | 31 |
| 1959  | Класс «Б» (D2)     | 2 зона             | 10 | 28 | 9  | 8  | 11 | 33‑39 | 26 |
| 1960  | Класс «Б» (D2)     | 1 зона РСФСР       | 5  | 30 | 15 | 7  | 8  | 60‑37 | 37 |
| 1961  | Класс «Б» (D2)     | 2 зона РСФСР       | 9  | 24 | 8  | 6  | 10 | 35‑37 | 22 |
| 1962  | Класс «Б» (D2)     | 1 зона РСФСР       | 4  | 32 | 16 | 9  | 7  | 51‑33 | 41 |
| 1963  | Класс «Б» (D3)     | 2 зона РСФСР       | 5  | 32 | 15 | 6  | 11 | 53-35 | 36 |
| 1964  | Класс «Б» (D3)     | 2 зона РСФСР       | 1  | 32 | 19 | 8  | 5  | 52-27 | 46 |
| 1964  | Класс «Б» (D3)     | Финал. I 1/2 РСФСР | 5  | 5  | 1  | 1  | 3  | 4‑8   | 3  |
| 1965  | Класс «Б» (D3)     | 2 зона РСФСР       | 11 | 36 | 13 | 12 | 11 | 41-35 | 38 |
| 1966  | Класс «Б» (D3)     | 1 зона РСФСР       | 5  | 32 | 16 | 8  | 8  | 50-31 | 40 |
| 1967  | Класс «Б» (D3)     | 1 зона РСФСР       | 5  | 34 | 14 | 10 | 10 | 50-37 | 38 |
| 1967  | Класс «Б» (D3)     | Финал. I 1/2 РСФСР | 5  | 4  | 0  | 3  | 1  | 3‑5   | 3  |
| 1968  | Класс «Б» (D3)     | 1 зона РСФСР       | 6  | 38 | 18 | 11 | 9  | 53-30 | 47 |
| 1969  | Класс «Б» (D3)     | 1 зона РСФСР       | 3  | 32 | 12 | 17 | 3  | 28-13 | 41 |
| 1969  | Класс «Б» (D3)     | Финал. I 1/2 РСФСР | 4  | 3  | 0  | 0  | 3  | 0‑5   | 0  |
| 1970  | Класс «Б» (D4)     | 2 подгр. 2 зоны    | 5  | 34 | 16 | 9  | 9  | 45-27 | 41 |
| 1975  | Вторая лига        | 4 зона             | 14 | 32 | 9  | 5  | 18 | 41-63 | 23 |
| 1976  | Вторая лига        | 3 зона             | 10 | 40 | 15 | 13 | 12 | 44-38 | 43 |
| 1977  | Вторая лига        | 3 зона             | 9  | 40 | 13 | 13 | 14 | 42-47 | 39 |
| 1978  | Вторая лига        | 3 зона             | 8  | 46 | 18 | 15 | 13 | 43-37 | 51 |
| 1979  | Вторая лига        | 3 зона             | 11 | 48 | 24 | 6  | 18 | 68-51 | 54 |
| 1980  | Вторая лига        | 1 зона             | 2  | 36 | 24 | 4  | 8  | 70-24 | 52 |
| 1981  | Вторая лига        | 1 зона             | 2  | 32 | 18 | 7  | 7  | 48-26 | 43 |
| 1982  | Вторая лига        | 1 зона             | 2  | 30 | 20 | 7  | 3  | 50-8  | 47 |
| 1983  | Вторая лига        | 1 зона             | 1  | 30 | 19 | 8  | 3  | 54-17 | 46 |
| 1983  | Вторая лига        | Финал. Гр. 2       | 2  | 4  | 1  | 2  | 1  | 2-3   | 4  |
| 1984  | Вторая лига        | 1 зона             | 4  | 32 | 17 | 9  | 6  | 66-28 | 43 |
| 1985  | Вторая лига        | 1 зона             | 3  | 32 | 16 | 11 | 5  | 67-34 | 43 |
| 1986  | Вторая лига        | 1 зона             | 4  | 30 | 17 | 5  | 8  | 52-30 | 39 |
| 1987  | Вторая лига        | 1 зона             | 9  | 32 | 12 | 5  | 15 | 40-36 | 29 |
| 1988  | Вторая лига        | 1 зона             | 9  | 38 | 16 | 9  | 13 | 54-43 | 41 |
| 1989  | Вторая лига        | 1 зона             | 8  | 42 | 18 | 9  | 15 | 58-47 | 45 |
| 1990  | Вторая низшая лига | 5 зона             | 17 | 32 | 6  | 8  | 18 | 21-42 | 20 |
| 1991  | Вторая низшая лига | 6 зона             | 11 | 42 | 16 | 11 | 15 | 46-34 | 43 |

## Вторая команда
В 1999 году в Первенстве КФК принимала участие команда «Спартак-Орехово-2».
Ещё одна орехово-зуевская команда, принимавшая участие в первенстве СССР среди команд мастеров под названиями «Химик» и «Карболит», в 2009 году стала называться «Знамя труда»-2, в 2013 году сменила название на «Орехово», в 2017 играла под названием СШ «Спартак-Орехово»-М, в 2018 — СШ «Спартак-Орехово», с 2019 года — вновь называется «Знамя труда»-2, играет в III дивизионе (зона «Московская область», лига «Б»).